# Kirrweiler (Pfalz)
Kirrweiler település Németországban, Rajna-vidék-Pfalz tartományban. Lakosainak száma 2005 fő (2023. december 31.).

## Népesség
A település népességének változása:
| Lakosok száma | 1577 | 2070 | 2025 | 2036 | 2033 | 2018 | 2005 |
|               | 1975 | 2010 | 2017 | 2019 | 2021 | 2022 | 2023 |